# Nicky Hilton

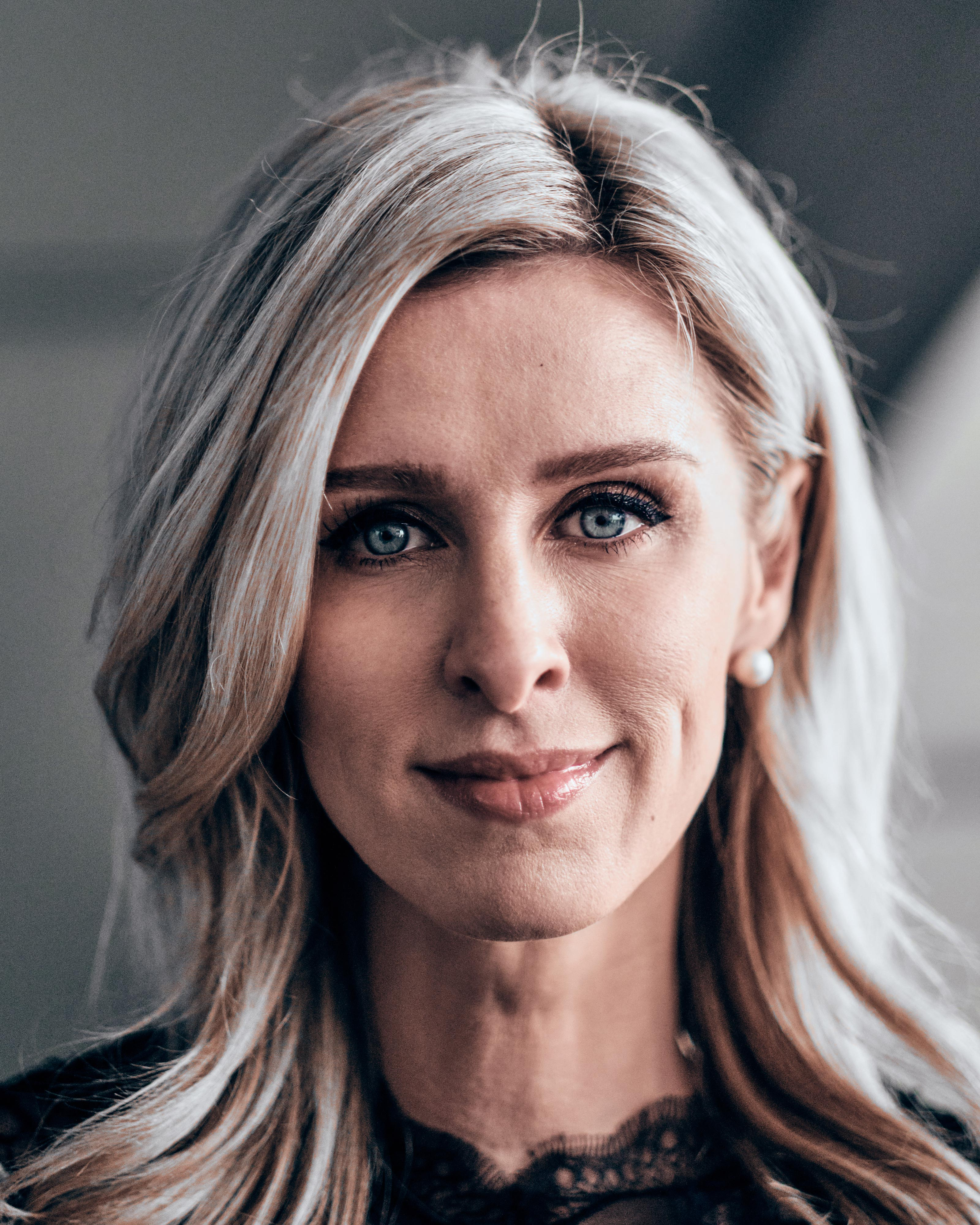
Nicky Hilton (2019)

Nicky Hilton (* 5. Oktober 1983 in New York City; bürgerlich Nicholai Olivia Rothschild) ist eine US-amerikanische Geschäftsfrau und Designerin.

## Leben
Hilton ist die zweite Tochter von Richard Hilton und Kathy Hilton, die Fernsehserien wie The Fear Factor oder die Reality-Show The Good Life produzieren. Sie hat neben ihrer zweieinhalb Jahre älteren Schwester Paris zwei jüngere Brüder. Ihre Großeltern väterlicherseits waren Barron Hilton und Marilyn Hawley. Ihr Urgroßvater Conrad Hilton gründete die Hilton-Hotelkette.
Ihre Kindheit verbrachte sie in Beverly Hills. Als Jugendliche wohnte sie im Hotel Waldorf Astoria an der Park Avenue in Manhattan. Nach ihrem High-School-Abschluss an der Buckley School in Sherman Oaks studierte sie Design an der Institution Fashion Institute of Technology in New York.
Am 15. August 2004 heiratete Hilton in einer Hochzeitskapelle in Las Vegas, die Ehe wurde jedoch bereits am 9. November 2004 annulliert. Am 10. Juli 2015 ging Hilton ihre zweite Ehe mit James Rothschild, einem Mitglied der gleichnamigen Bankiersfamilie, ein. Das Paar wurde in der Orangerie des Kensington Palace in London getraut. Die beiden haben zwei Töchter und einen Sohn. Sie unterstützt verschiedene gemeinnützige Organisationen.

### Kommerzielle Tätigkeiten
Hilton arbeitet regelmäßig mit Modeunternehmen zusammen, um limitierte Kollektionen auf den Markt zu bringen. Ihre Bekleidungslinie Nicholai aus dem Jahr 2007 richtete sich an ältere Erwachsene. 2010 brachte sie mit Titan Brands ihre erste Modeschmucklinie auf den Markt. 2014 lancierte Hilton mit eLuxe eine Kollektion, die nach den Frauen in ihrer Familie benannt wurde. Im selben Jahr veröffentlichte sie das Buch 365 Style.
2015 brachte sie in Zusammenarbeit mit Linea Pelle eine Handtaschenkollektion auf den Markt. Im selben Jahr arbeitete sie mit Smashbox, einer Marke von Estée Lauder, zusammen, um eine Kosmetiklinie zu kreieren. 2019 brachte sie bei French Sole New York eine Schuhkollektion heraus.